# العميرة (الأهواز)
العميرة أو كوت أمير هي قرية عربية تقع في القسم المركزي من مقاطعة كارون في محافظة خوزستان في إيران. حسب إحصاءات المركز الرسمي للإحصاء في إيران كان يسكن العميرة 871 نسمة تنحدر من 201 عائلة